# Бедният Лука
„Бедният Лука“ е български игрален филм (драма) от 1979 година на режисьора Яким Якимов, по сценарий на Добри Немиров (по едноименната му повест) и Иван Станев. Оператор е Иван Велчев. Музиката във филма е композирана от Александър Бръзицов.

## Сюжет
Лука Драгостинов е провинциален фотограф, някогашен четник, запазил през годините своята честност. През неговото ателие вече не спира никой. Той не може да се приспособи към механизмите на обществото, в което живее. Но неочаквано се появява един куфар, пълен с пари, който изиграва съдбоносна роля в монотоннто му съществуване.

## Актьорски състав
| Роля                   | Изпълнител               |
| ---------------------- | ------------------------ |
| Лука                   | Наум Шопов               |
| Милица                 | Катя Паскалева           |
| Антон                  | Борис Луканов            |
| Никодим, брат на Антон | Антоний Генов            |
|                        | Преслав Петров           |
|                        | Мария Дишлиева           |
|                        | Константин Цанев         |
|                        | Калоян Цанов             |
| гражданин              | Стоян Стойчев            |
|                        | Димитър Керанов          |
|                        | Петър Славов             |
|                        | Иван Дервишев            |
|                        | Стела Арнаудова          |
|                        | Катя Павлова             |
|                        | Лука Караилев            |
|                        | Георги Георгиев – Гочето |